# Jonny Stüve
Jonny Stüve (* 6. Februar 1902; † 25. Juli 1944 im Polizeigefängnis Fuhlsbüttel Hamburg) war ein deutscher kommunistischer Widerstandskämpfer gegen den Nationalsozialismus und NS-Opfer.

## Leben
Stüve entstammte einfachen sozialen Verhältnissen. Nach dem Besuch der Volksschule erlernte er den Beruf des Schlossers, nach anderen Angaben des Tischlers und fand eine Arbeit in der Hamburger Werft Blohm & Voss und wurde Mitglied des Deutschen Metallarbeiterverbandes. An seiner Arbeitsstätte bekleidete er auch die Funktion eines Poliers. Er trat in die Kommunistische Partei Deutschlands (KPD) ein und engagierte sich gegen den aufkommenden Nationalsozialismus. Nach der Machtübergabe an die NSDAP setzte er diese Tätigkeit illegal fort. Nach dem Beginn des Zweiten Weltkrieges fand er Verbindung zur Widerstandsgruppe „Bästlein-Jacob-Abshagen“, die sich u. a. mit den ausländischen Zwangsarbeitern solidarisierte. Er gehörte zur engeren Leitung der Widerstandsgruppe. Zusammen mit Hans Hornberger und Walter Reber übernahm er die Anleitung einer sogenannten „Dreiergruppe“. Als die Gestapo von diesen Aktivitäten Kenntnis erhielt, wurde er am 18. Juni 1944 verhaftet und im Polizeigefängnis Fuhlsbüttel grausamen Folterungen unterworfen, denen er am 25. Juli 1944 erlag.

## Ehrung

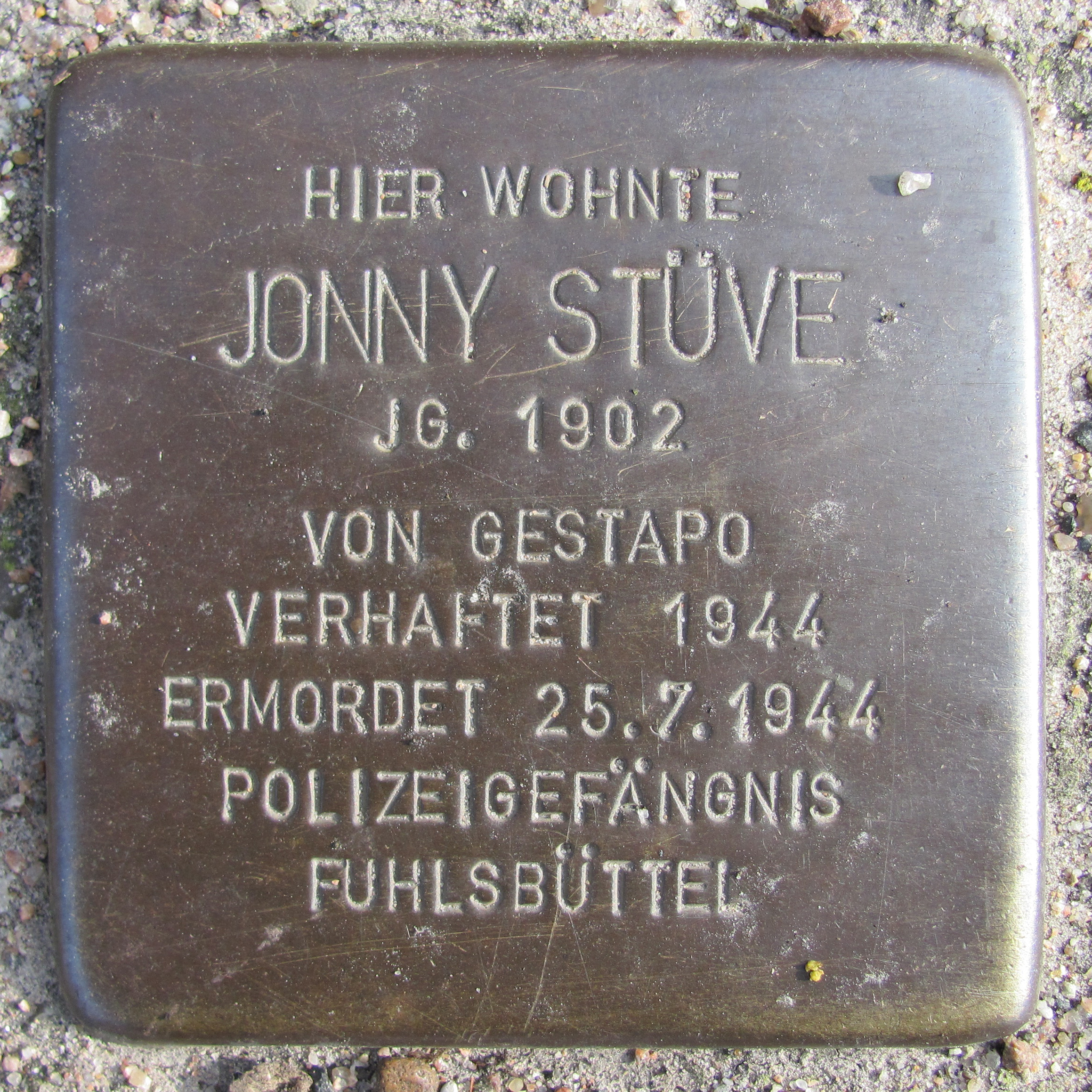
Stolperstein für Jonny Stüve

Vor seiner letzten Wohnadresse Alter Teichweg 180 verlegte der Aktionskünstler Gunter Demnig einen Stolperstein zu seiner Erinnerung.